# Обледеніння

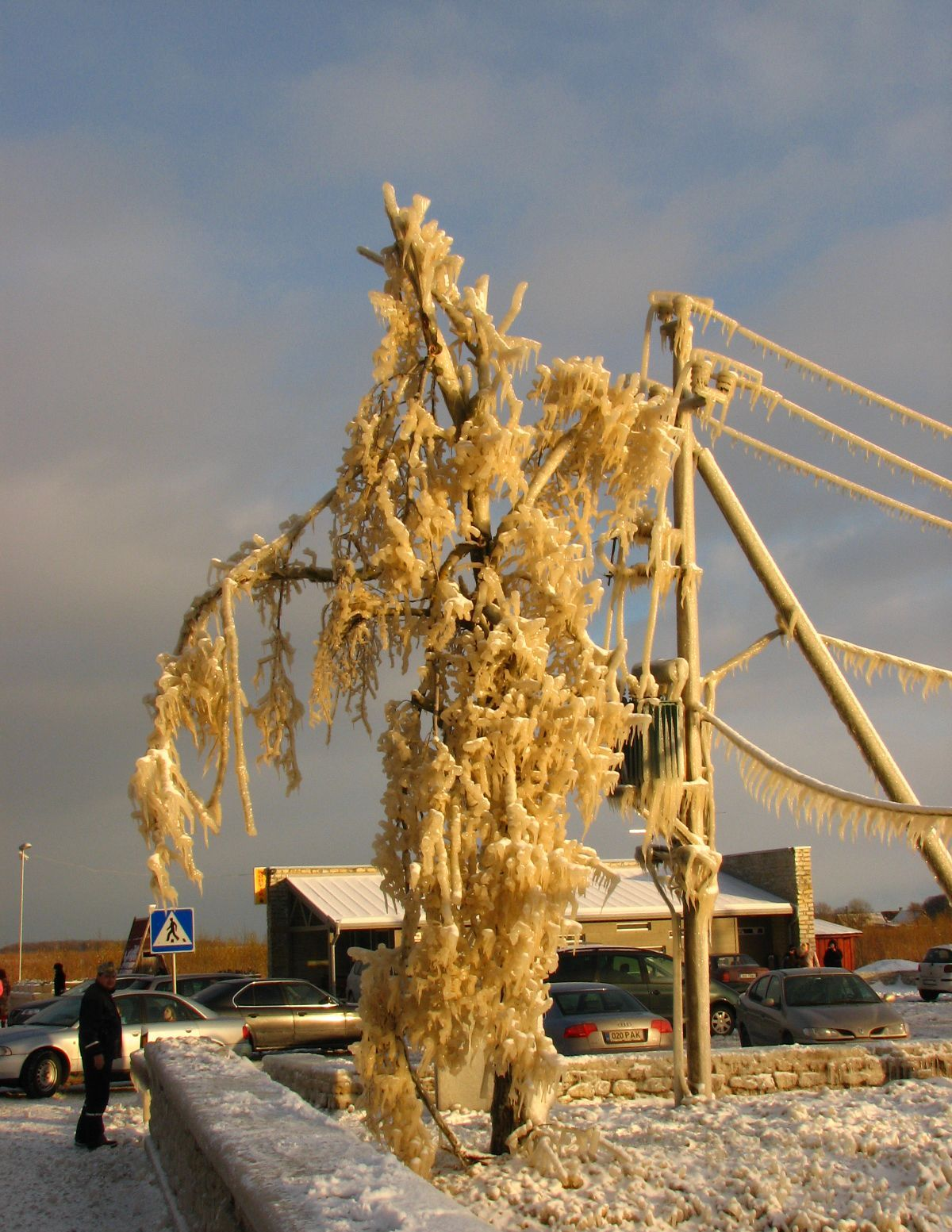
Обледеніння

Обмерзання— стан покриття поверхні льодом з усіх боків, по всій поверхні.
Під час знакозмінної погоди при обмерзанні, на будівлях активно відбувається процес утворення бурульок. Сьогодні єдиним ефективним методом боротьби з утворенням полою на покрівлі і у водостічних трубах, що отримали найбільше поширення в світі, є кабель проти обмерзання (КПО). У його основі — спеціальні нагрівальні (потужністю приблизно 50 кВт) кабелі, які прокладаються по краях покрівлі у ринвах і водостоках та у всіх місцях, де може утворюватися полій.

## Метеорологічні і синоптичні умови обмерзання
Синоптичні умови, які сприяють обмерзанню, в першу чергу пов'язані з розвитком фронтальної хмарності. У фронтальних хмарах імовірність помірного і сильного обледеніння в декілька разів вища порівняно з обмерзанням у внутрішньо-масових хмарах (51 % в зоні фронту і 18 % в однорідній повітряній масі, відповідно). Імовірність сильного обледеніння в зонах холодних фронтів становить 18 % і відзначається у вузькій смузі шириною 150…200 км вздовж лінії фронту біля поверхні землі. У зоні активних теплих фронтів сильне обмерзання спостерігається в 300…500 км від лінії фронту, його імовірність — 19 %.
Повторюваність обледеніння в осінньо-зимовий період більш часта, і на різних висотах вона різна. Так, взимку при польотах на висотах до 3000 м обмерзання спостерігається в більш, ніж 50 % випадків, а на висотах більше 6000 метрів, зменшується до 20 %. Влітку до висот 3000 м обледеніння не виникає, а у разі польотів на висотах більше 6000 метрів, становить 60 % і більше.